# Radeon HD 2000系列
ATI Radeon HD 2000系列，核心代號Radeon R600系列，是由AMD-ATI開發的一個顯示核心產品線。全系列都支援DirectX 10.0，並採用统一渲染架构。對比上一代，ATI增強了其視頻播放能力，並可輸出音效訊號。系列首張高階顯示卡HD 2900XT在2007年5月14日發表，它擁有 512MB GDDR3 記憶體。代號為RV630與RV610的中階與低階產品在2007年7月推出，並以65奈米製程製造。
在2006年7月25日，AMD宣佈已經完成併購ATI，而ATI會變成AMD的子公司。這一事件造成有些線上社群的會員擔心ATI Radeon Graphics的品牌會從此消失。不過，AMD發布的顯示晶片與顯示卡還是掛上了ATI Radeon Graphics的品牌。Radeon HD 2000系列顯示卡是ATI被AMD收購後的第一個顯示卡產品線。它的對手是NVIDIA的GeForce 8系列顯示卡。採用HD為前缀，解释为強調其高清播放功能，並能隨時體驗到高解析度的快感。
2007年11月15日，AMD發佈基於RV670顯示核心的Radeon HD 3800系列顯示卡，以55奈米製程製造，支援DirectX 10.1，並首次於中高階產品中加入UVD，提供硬體影像解碼。

## 開發
從2006年發表Radeon X1 Series的時候，據說Radeon R600圖形處理器（GPU）已經在開發階段，且會於2006年的年尾發表。但是之後R600的訊息變的非常少。一般最令人印象深刻無疑是2900XTX顯示卡的OEM版本。該卡长度达到了12英寸，而當時最高端的顯示卡亦不過是9英寸长。而在2006年的年尾，越來越多Radeon R600已達最終開發階段的謠傳在網路上出現，而其中一個網站甚至發布R600與GeForce 8800 GTX的效能測試比較，並指出R600比競爭對手的效能測試成績大部分都多出5%至10%。但之後發現這則效能測試並不可靠，自從這個網站提供錯誤的顯示卡資訊，在2007年3月該網站就無法連結。而之後其他的謠言認為R600會於2007年第1季發表。
最後，NVIDIA於2006年年尾發佈了GeForce 8系列的GeForce 8800顯示卡，而ATI則於半年後才發佈HD2000系列顯示卡。對ATI而言，幸好在此期間市面上还没有一款正式发售的DirectX 10.0游戏，ATI趕得上在遊戲發售前發佈支援DirectX 10.0的顯示卡。
在2007年第1季，像是CES或是CeBIT這類的大型電腦展也拒絕展示基於R600的顯示卡的相關資料。官方透露出在CeBIT展之後才會發表這類顯示卡，而R600的發表日會延後至2007年第2季。
很快的在3月底，ATI宣布於4月23日至4月24日在非洲的突尼斯會舉行一次發表活動，打算邀請約200名記者的事件，但後來知道是一件受不公開協議保護的活動，該協議限制記者不准報導每一個細節。在此同時，更有傳言指最後的規格、各個性能區間、不同價格與不同路線的顯示卡會統一在2007年5月14日發表。
在5月初的時候，根據ATI顯示卡的合作夥伴HIS透露，所有的Radeon HD 2900 XT顯示卡會附送Valve的Half-Life 2: Episode Two, Portal和Team Fortress遊戲的免費下載。這表示購買此顯示卡的使用者可以玩Day of Defeat:Source這款遊戲。最後，Radeon HD 2000系列顯示卡在2007年5月14日正式發表，該產品線的高階產品Radeon HD 2900 XT 擁有 512MB GDDR3 記憶體，同時發表其他不同的產品線，其中也包括行動式產品。

## 產品線
R600系列的正式名稱為Radeon HD 2000 系列顯示卡，在此系列中提供頂級效能的是Radeon HD 2900 series，而主流效能的Radeon HD 2600 series 與Radeon HD 2400 series 在2007年第2季發表。

### Radeon HD 2900系列
它是Radeon HD 2000 系列最高端產品線。系列中的Radeon HD 2900 XT 512MB GDDR3版本發售定价為399美元。它是針對高端游戏玩家，核心擁有320个流处理器、顯示記憶體頻寬是512-bit、支援HDMI顯示輸出、内置音频处理器、支援CrossFire技术。而另一個版本則是Radeon HD 2900 XT 1GB GDDR4版，即是之前的Radeon HD 2900XTX，除了核心、記憶体時脈及記憶体容量不同之外，其他則與Radeon HD 2900 XT 512MB GDDR3版本一樣。
作為HD 2000 系列的高端顯示卡，Radeon HD 2900 XT擁有7亿多个晶体管，並採用统一渲染架构。它以较成熟的80奈米製程製造，核心面积巨大。HD 2900 XT核心擁有320个流处理器，每個流处理器都能处理頂點和像素數據，流处理器的工作频率與核心频率相同。而對手NVIDIA的GeForce 8顯示卡的流处理器的工作频率與核心频率並不相同，流处理器的工作频率比較高。
顯示記憶體方面，HD 2900XT只採用了GDDR3版本，並沒有採用GDDR4。原因是GDDR4記憶體產能不足、價格昂貴、延遲率高，造成效能不佳。這亦是HD 2900XTX延遲發佈的原因。說回HD 2900XT，它的顯示記憶體頻寬是512-bit，是歷史上的第一次。顯示輸出支援HDMI，並集成了音效卡，音频和视频數據就能同時利用HDMI傳輸。可惜的是它不支援UVD視訊处理引擎，可能由於顯示核心是在較早時間設計，趕不上集成在顯示核心中。
之後ATI發佈的8.381版催化劑驅動程式，可开启HD 2900的H.264高清硬件加速能力，但不支援VC-1格式。
此卡須要利用一個新的8-pin PCI Express (PCI-E)電源線提供額外的電力。這表示需要更高瓦數的電源供應器才能驅動它。公版顯示卡長度為9.5英寸（24厘米）。
Radeon HD 2900系列作为ATI的顶级显卡也许并不那么成功，但是其工艺改进后衍生出的RADEON HD3800系列却是ATI非常成功的中端主流显卡。

### Radeon HD 2600系列
2007年7月公開發售，針對主流用戶，分为XT和Pro两个版本。XT版本的核心頻率較高，所以效能較佳。它擁有120个流处理器。特色是擁有UVD視頻处理引擎，能大幅降低視頻播放時的处理器資源佔用率。同樣支援HDMI顯示輸出，並内置音频处理器，支援CrossFire技术。
值得注意的是HD 2600 XT能支援GDDR4記憶體。

### Radeon HD 2400系列
2007年7月公開發售，針對入門用戶。它擁有40個流處理器。功能與HD 2600系列顯示卡相若，只是效能較差，但仍比集成显卡好得多。

### 行動式產品
除了桌上型電腦產品，亦有行動式產品。Mobility Radeon HD 2300在一些網站上出現，某些款式的華碩筆記型電腦有使用此產品，其中一款A8JR採用的是Radeon HD 2300的顯示晶片，但是此顯示晶片是由原來的Mobility Radeon X1000系列更名而來的，所以它只支援到DirectX 9.0c與POWERPLAY 6.0版省电技术。至於Mobility Radeon HD 2600第一次是出現在CES中的兩台微星筆記型電腦。
最後於NVIDIA發佈GeForce 8M系列顯示卡一周後，ATI正式發佈ATI Mobility Radeon HD 2000系列顯示卡。此時發佈五個型号，Radeon HD2300、2400、2400XT、2600和2600XT，恰好與NVIDIA的GeForce 8M顯示卡對應。
- Mobility Radeon HD 2300 - 已上市，90奈米製程製造。只支援DirectX 9.0c，POWERPLAY 6.0版省电技术。

- Mobility Radeon HD 2400(XT) - 7月上市，65奈米製程製造。支援DirectX 10，UVD視頻处理引擎，POWERPLAY 7.0版省电技术。64 bit顯示記憶體頻寬。

- Mobility Radeon HD 2600(XT) - 7月上市，65奈米製程製造。支援DirectX 10，UVD視頻处理引擎，POWERPLAY 7.0版省电技术。64、128 bit顯示記憶體頻寬，保留支援64bit記憶體頻寬相信是希望厂商能彈性控制成本。

## 核心架構
R600的核心設計與Xbox 360的GPU "Xenos"相似，差別在於DirectX 10的支援度。但是R600並沒有提供10MB內嵌的緩衝記憶體，因為AMD強調R600是第二代整合式著色器架構。根據ATI的說明，R600的核心是為了支援Windows Vista與DirectX 10.0而設計的。不過它也能夠支援使用OpenGL 2.0的Linux與Mac OS X，還有DirectX 9.0c的Windows XP。
與GeForce 8一樣，R600採用统一著色器架構。傳統顯示核心的架構分為頂點著色引擎和像素著色引擎。當頂點著色引擎負荷很重時，像素著色引擎可能閒置著，反之亦然。這造成顯示核心運算能力不能被充分發揮、浪費資源。DirectX 10將頂點著色、幾何著色和像素著色合併成一個渲染流程。所以每一個統一流处理器都能處理頂點、幾何和像素數據，不會有閒置問題，效率顯著提升。
而R600的核心架构主要分为數個部分：

### 指令处理器和装备引擎
它主要用來发送指令和收集待處理的信息。其後，數據會傳送至超线程分派处理器。

### 超线程分派处理器
從装备引擎取得數據後，就會透過超线程分派处理器分配數據，將頂點數據、像素數據和幾何數據分配給流處理器作處理。這個部分如果處理不當，数据分配得不均衡，就會造成效率低下，不能發揮流處理器的能力。
超线程分派处理器會先將頂點數據、像素數據和幾何數據分類，再將數據分為数据流。而仲裁器會將数据流以最短時間，將数据流傳送到流處理器作運算。
除了將數據傳送到流處理器外，一些数据會直接傳送到顶点和材质单元。這樣該種数据无需再经过流處理器，增加效率。
超线程分派处理器有专属的着色缓存，可以快速调用數據。

### 流處理器
流處理器之後會從超线程分派处理器取得待处理數據。R600有64個Vec5流处理单元，每個流处理单元都有一個处理超越數的單位，總共有64個單位可以處理像是正弦、餘弦、指數、對數與更多像是Multiple-Add（MADD）各類的超越數。此外，每個流处理单元都有一個分支执行单元，负责流控制和条件运算。而精度能達到32bit。
而每個流处理单元有五個超标量体系结构流處理器，總數量320個流處理器，每個流處理器均能处理頂點數據、像素數據和幾何數據。

### 纹理单元和缓存
ATI始终認為在立體運算當中，像素渲染单元的重要性較高。所以從Radeon X1 Series開始，像素渲染单元的數量渐渐超越纹理渲染单元。在R580核心中，像素渲染单元和纹理渲染单元的数量比例是3：1。R600核心中，比例進一步拉大。NVIDIA方面，縱使意识到像素渲染单元的重要性，但在G80中，比例仍維持在2：1（即是有128个流處理器，64个纹理单元）。
ATI認為纹理操作对硬件运算能力要求不高，反而取決於顯示記憶體的頻寬和容量。而渲染处理則講求硬件运算能力，所以ATI将像素渲染单元的数量提高。
R600有4個纹理单元，每個单元有8个纹理寻址处理器，20个FP32纹理采样器和4个FP32纹理过滤单元。
- 纹理寻址处理器 - 用來执行着色指令，为纹理查找控制地址
- FP32纹理采样器 - 每個周期可以取得1个单数据数值
- FP32纹理过滤单元 - 每個周期可以双线性过滤1个64-bit色彩数值，或者每2个周期双线性过滤1个128-bit色彩数值。

R600支援全速浮点纹理过滤，支援全速64-bit HDR纹理双线性过滤（比上一代快7倍），半速128-bit浮点纹理过滤，和所有格式的三线性和各向异性过滤。高质量模式成为默认模式，改善了对问题纹理的处理。
GPU也加入了32-bit HDR的共享式幂紋理格式，也支援高達8192x8192的高解析度紋理材質。GPU也提供可壓縮幾何資料的可程式棋盤形單位。

### 内存读取／写入缓存和流输出缓冲
上一代，ATI引入了全新的环形总线顯示記憶體架构。它的記憶體頻寬是256Bit，但內部架構卻是512Bit。它能減少記憶體的延遲，增加Hyper-Z的效能。在高解像度和開啟AA及AF效果下，效能會有明顯改善。它其實是由兩個256Bit環型管道、四個Ring Stop及8組32Bit的Memory Client所組成。每一個Ring Stop會負責2顆32Bit的記憶體顆粒，而資料的儲存會通過Ring Stop直至到達指定記憶體。由於兩個環的走向是相對的，多數通過一個Ring Stop就能到達指定記憶體，数据傳輸就能提高。
而R600的环形总线顯示記憶體架构是第2代。第1代時，顯示核心能與环形总线直接進行数据交换，可以跳過Ring Stop。到了第2代，所有数据都必須通过环形总线传输，亦不可以跳過Ring Stop，顯示核心不能與环形总线直接進行数据交换。而R600的外部記憶體頻寬是512Bit。
传统的顯示記憶體架构中，每當提升顯示記憶體容量和頻寬或更换顯示核心時，就需要重新设计顯示記憶體总线。一旦需要更多的数据通道，总线的复杂度就会大幅提升。而环形总线方面，只需加大环的寬度，数据通道變相提升，总线的复杂度卻不會提升。而且，廠商可以利用較慢的顯示記憶體，就能達到頻寬的提升，成本亦較易控制。值得注意，环形总线顯示記憶體架构是可编程的，通过升級驅動程式，效率可以更高。
R600的L1與L2向量快取是R520的8倍大。

### 着色输出
R600新增了Re-Z技术。它可以在像素着色之前和之后检查Z缓存。无用的像素將不會被渲染，提升顯示核心的運算效率。

### 渲染器后端
ATI亦為R600核心增强了纹理压缩。在标准模式中，压缩比例最高可達到16:1。而上一代顯示核心最高只能达到8:1。當纹理的大小愈來愈大，再大的顯示記憶體都不能满足需求，增加压缩比例是可行的解決方法。而且，纹理压缩是无损的压缩方式。R600可以单独压缩Z缓存和模板数据，效率得以提升。

### 反锯齿
R600新增支援8倍多采样反锯齿和最高24倍的自定义过滤器反锯齿 (CFAA)。R600进一步增多采样点的数量，甚至延伸到附近的像素去。它是可编程的，通过升級驅動程式，效率可以更高。而舊有的反锯齿技術R600也一一保留。
R600新加入了边缘侦测过滤器，用來侦测已渲染完成图像的边缘。這樣，图像的边缘像素就可利用高质量的过滤器和更多采样点进行反锯齿处理。而其他像素就可利用較低质量的过滤器和較少的采样点进行反锯齿处理。这样边缘可以更平滑並且保留圖像的細節，因為可以省去非必要的柔化处理，性能可以提高。

## AVIVOHD
視頻播放在個人電腦中顯得愈來愈重要。有鑑於此，NVIDIA在GeForce 6顯示卡中加入了PureVideo技術；ATI在Radeon X1 Series顯示卡中加入了AVIVO技術。如今，個人電腦需要播放高清視頻，处理器資源佔用率愈來愈高。在播放更複雜算法的H.264視頻時，舊系統更難以勝任。所以ATI升級了AVIVO技術，成為AVIVO HD。
The Rage Theater晶片被數位式的Rage Theater 200晶片取代，它提供了VIVO支援。R600的顯示卡能提供2個HDCP的DVI輸出，而且提供一個特殊的DVI轉HDMI轉接器，這樣該HDMI線路就能同時傳輸視頻和音頻。
在HQV测试中，新的AVIVO HD取得了130分滿分，比NVIDIA所創的紀錄还高2分。

### UVD
中文譯成通用視訊解碼器。只有HD 2600和HD 2400系列集成了這個解碼器。高端的HD 2900XT反而沒有集成，由於顯示核心是在較早時間設計，來不及集成在顯示核心中。雖然如此，根據ATI的解釋，HD 2900XT在视频解码中，會利用到著色器來運算，效率依然比上一代显示卡高。再者，HD 2900XT依然支援HDMI顯示輸出和HDCP，並集成了音效卡。
利用UVD引擎，顯示卡就能完全硬體解碼H.264和VC-1格式的高清影片，分別為Blu-ray Disc和HD-DVD的編碼。而對手NVIDIA只能完全硬體解碼H.264格式的影片，VC-1格式只能部分硬體解碼。

### 集成音效卡
HD 2000系列的全部顯示卡都集成了一个HD音频的处理器，可以直接解码高清视频中的音频，並透過HDMI接口输出至其他視訊裝置，例如高清晰度电视。傳統顯示卡的HDMI輸出並不包括音效輸出，需要透過額外的音效線來傳送音频數據，這會造成失真現象，亦偏離HDMI輸出的原意。
其後顯示卡能透過S/PDIF音效線，從系統的音效輸出裝置（例如：音效卡）接收音频數據，再將音效和視頻數據整合，最後透過HDMI輸出數據。但仍然解決不掉失真現象。
HD 2000系列的音频处理器支援AC3（5.1）规范的Dolby Digital和DTS编码格式，32kHz、44.1kHz、48kHz的16-bit音频流，Windows Vista和Windows XP都能夠使用該功能。

### AVP
除了UVD引擎外，HD 2000系列顯示卡亦集成AVP引擎。它的作用是優化視頻的品質，能降低視頻的锯齿和波纹、自动调整影像的亮度及对比度、去除視頻的噪音。

### HDCP
HDCP晶片已集成在顯示核心中。而不是另加晶片或儲存在BIOS中。显示卡厂商不用再在產品包裝上列明該產品是否支援HDCP功能，因為全HD 2000系列的顯示卡都支援HDCP，同時省下一筆可觀的认证费。

## 受支援的驅動程式
最早支援的驅動程式版本是Catalyst 7.5。但是此版本的驅動程式只支援HDMI立體聲輸出而不支援5.1聲道輸出，在CrossFire的模式上也未提供12x與24x CFAA的功能。而 Catalyst 7.10 支援 HD 2600 與 HD 2400 的軟體 CrossFire，而且此版本在所有 Radeon HD 2000 系列顯示卡上無論是單卡或是CrossFire都有一系列的效能增進。

## 產品線表格

### 桌上型顯示核心

#### 獨立顯示核心
| 型號               | 發布日期      | 開發代號 | 製程 (nm) | 電晶體數量 (百萬) | 晶片面積 (mm2) | 匯流排介面           | 顯示記憶體容量 (MiB) | 時鐘頻率   | 時鐘頻率     | 核心佈置  | 填充率      | 填充率      | 顯示記憶體類型    | 顯示記憶體類型 | 顯示記憶體類型    | 運算效能 GFLOPS | 運算效能 GFLOPS | 熱設計功耗 (W) | 熱設計功耗 (W) | GFLOPS/W 單精度浮點 運算能效 | API支援 (版本) | API支援 (版本) | API支援 (版本) | 發售價格 (美元) |
| 型號               | 發布日期      | 開發代號 | 製程 (nm) | 電晶體數量 (百萬) | 晶片面積 (mm2) | 匯流排介面           | 顯示記憶體容量 (MiB) | 核心 (MHz) | 記憶體 (MHz) | 核心佈置  | 像素 (GP/s) | 材質 (GT/s) | 記憶體頻寬 (GB/s) | 匯流排類型     | 記憶體位寬 (位元) | 單精度浮點數    | 雙精度浮點數    | 空載           | 滿載           | GFLOPS/W 單精度浮點 運算能效 | DirectX        | OpenGL         | OpenCL         | 發售價格 (美元) |
| ------------------ | ------------- | -------- | --------- | ----------------- | -------------- | -------------------- | -------------------- | ---------- | ------------ | --------- | ----------- | ----------- | ----------------- | -------------- | ----------------- | --------------- | --------------- | -------------- | -------------- | ---------------------------- | -------------- | -------------- | -------------- | --------------- |
| Radeon HD 2350     | 2007年6月28日 | RV610    | 65        | 180               | 85             | PCIe 1.0 ×16 AGP     | 256                  | 525        | 400          | 40:4:4    | 2.10        | 2.10        | 6.40              | DDR2           | 64                | 42.0            | 否              |                | 20             | 2.1                          | 10.0           | 3.3            | 1.0            | ?               |
| Radeon HD 2400 PRO | 2007年6月28日 | RV610    | 65        | 180               | 85             | PCIe 1.0 ×16 AGP PCI | 128 256 512          | 525        | 400          | 40:4:4    | 2.10        | 2.10        | 6.40              | DDR2           | 64                | 42.0            | 否              |                | 20             | 2.1                          | 10.0           | 3.3            | 1.0            | ?               |
| Radeon HD 2400 XT  | 2007年6月28日 | RV610    | 65        | 180               | 85             | PCIe 1.0 ×16         | 256                  | 650        | 500          | 40:4:4    | 2.60        | 2.60        | 6.40              | GDDR3          | 64                | 52.0            | 否              |                | 25             | 2.24                         | 10.0           | 3.3            | 1.0            | ?               |
| Radeon HD 2600 PRO | 2007年6月28日 | RV630    | 65        | 390               | 153            | PCIe 1.0 ×16 AGP     | 256 512              | 600        | 500 700      | 120:8:4   | 2.40        | 4.80        | 16.0 21.9         | DDR2 GDDR3     | 128               | 144.0           | 否              |                | 35             | 4.11                         | 10.0           | 3.3            | 1.0            | ?               |
| Radeon HD 2600 XT  | 2007年6月28日 | RV630    | 65        | 390               | 153            | PCIe 1.0 ×16 AGP     | 256 512              | 800        | 800 1100     | 120:8:4   | 3.20        | 6.40        | 22.4 35.2         | GDDR3 GDDR4    | 128               | 192.0           | 否              |                | 45 50          | 4.27 3.84                    | 10.0           | 3.3            | 1.0            | ?               |
| Radeon HD 2900 GT  | 2007年11月6日 | R600 GT  | 80        | 720               | 420            | PCIe 1.0 ×16         | 256 512              | 601        | 800          | 240:12:12 | 7.21        | 7.21        | 51.2              | GDDR3          | 256               | 288.5           |                 |                | 150            | 1.92                         | 10.0           | 3.3            | 1.0            | ?               |
| Radeon HD 2900 PRO | 2007年9月25日 | R600 PRO | 80        | 720               | 420            | PCIe 1.0 ×16         | 512 1024             | 600        | 800 925      | 320:16:16 | 9.6         | 9.6         | 51.2 102.4 118.4  | GDDR3 GDDR4    | 256 512           | 384.0           |                 |                | 200            | 1.92                         | 10.0           | 3.3            | 1.0            | ?               |
| Radeon HD 2900 XT  | 2007年5月14日 | R600 XT  | 80        | 720               | 420            | PCIe 1.0 ×16         | 512 1024             | 743        | 828 1000     | 320:16:16 | 11.9        | 11.9        | 105.6 128.0       | GDDR3 GDDR4    | 512               | 475.5           |                 |                | 215            | 2.2                          | 10.0           | 3.3            | 1.0            | ?               |

- 1 核心佈置：流處理器（統一渲染單元）數量：紋理映射單元：渲染輸出單元
- 2 百萬材質／秒，是材質填充率的單位。所有這一代的晶片由於每條管線只有1個TMU，所以材質與像素填充率都一樣。
- 3 百萬三角／秒，是測量晶片多邊形計算能力的單位。與向量著色器有相關性。
- 4 熱設計功耗（TDP）數值來源於超微官方資料。不同廠商的非公版顯示卡電路板設計會使得實際TDP數值和官方資料的有所不同。

#### 整合式顯示核心
- 支援DirectX 9.0b以及OpenGL 2.0
- 基於Radeon X700的核心改建

| Model              | 發布日期     | 開發代號      | 製程 (nm) | 匯流排介面 | 記憶體容量3 (MiB) | 核心時脈2 (MHz) | Memory clock (MHz) | 核心佈置1 | 填充率         | 填充率         | 填充率         | 填充率         | 顯示記憶體類型    | 顯示記憶體類型 | 顯示記憶體類型    |
| Model              | 發布日期     | 開發代號      | 製程 (nm) | 匯流排介面 | 記憶體容量3 (MiB) | 核心時脈2 (MHz) | Memory clock (MHz) | 核心佈置1 | 百萬次運算每秒 | 百萬個像素每秒 | 百萬個紋理每秒 | 百萬個頂點每秒 | 記憶體頻寬 (GB/s) | 匯流排類型     | 記憶體位寬 (位元) |
| ------------------ | ------------ | ------------- | --------- | ---------- | ----------------- | --------------- | ------------------ | --------- | -------------- | -------------- | -------------- | -------------- | ----------------- | -------------- | ----------------- |
| Radeon Xpress 2100 | 2008年3月4日 | RS740 (titan) | 55        | HT 2.0     | 256 - 512         | 500             | 400 - 800          | 4:2:4:4   | 2000           | 2000           | 2000           | 250            | 6.4 - 12.8        | DDR2           | 128               |

### 移動型顯示核心
| 型號                       | 發售日期       | 部件號 | 開發代號 | 製程 (nm) | 匯流排介面 | 記憶體容量 (MiB)            | 時鐘頻率 (MHz) | 記憶體時脈 (MHz) | 核心佈置1 | 填充率      | 填充率      | 記憶體      | 記憶體         | 記憶體            | API相容性 (版本) | API相容性 (版本) | 運算能力 GFLOPs | 備註                                                       |
| 型號                       | 發售日期       | 部件號 | 開發代號 | 製程 (nm) | 匯流排介面 | 記憶體容量 (MiB)            | 時鐘頻率 (MHz) | 記憶體時脈 (MHz) | 核心佈置1 | 像素 (GP/s) | 材質 (GT/s) | 頻寬 (GB/s) | 匯流排類型     | 匯流排位寬 (位元) | DirectX          | OpenGL           | 運算能力 GFLOPs | 備註                                                       |
| -------------------------- | -------------- | ------ | -------- | --------- | ---------- | --------------------------- | -------------- | ---------------- | --------- | ----------- | ----------- | ----------- | -------------- | ----------------- | ---------------- | ---------------- | --------------- | ---------------------------------------------------------- |
| Mobility Radeon X2300      | 2007年3月1日   | M64    | RV515    | 90        | PCIe x16   | 128                         | 480            | 400              | 2:4:4:41  | 1.92        | 1.92        | 6.4 12.8    | DDR DDR2 GDDR3 | 64 128            | 9.0c             | 2.0              | 未知            | 更名產品，内建HyperMemory但無UVD，PowerPlay 6.0            |
| Mobility Radeon X2500      | 2007年6月1日   | M66    | RV530    | 90        | PCIe x16   | 256                         | 460            | 400              | 5:12:4:41 | 1.84        | 1.84        | 12.8        | DDR DDR2 GDDR3 | 128               | 9.0c             | 2.0              | 未知            | 基於X1600/1700，HyperMemory最高768MB，無UVD，PowerPlay 6.0 |
| Mobility Radeon HD 2300    | 2007年3月1日   | M71    | RV515    | 90        | PCIe x16   | 128 256 512                 | 480            | 400              | 2:4:4:41  | 1.92        | 1.92        | 6.4 12.8    | DDR DDR2 GDDR3 | 64 128            | 9.0c             | 2.0              | 未知            | 和Radeon X2300相當，但加入UVD和PowerPlay 6.0               |
| Mobility Radeon HD 2400    | 2007年5月14日  | M72S   | RV610    | 65        | PCIe x16   | 256+ Hyper Memory           | 450            | 400              | 40:4:42   | 1.8         | 1.8         | 6.4         | DDR2           | 64                | 10               | 2.0              | 36              | UVD, PowerPlay 7.0                                         |
| Mobility Radeon HD 2400 XT | 2007年5月14日  | M72M   | RV610    | 65        | PCIe x16   | 256+ Hyper Memory           | 600            | 400 700          | 40:4:42   | 2.4         | 2.4         | 6.4 11.2    | DDR2 GDDR3     | 64                | 10               | 2.0              | 48              | UVD, PowerPlay 7.0                                         |
| Mobility Radeon HD 2600    | 2007年5月14日  | M76M   | RV630    | 65        | PCIe x16   | 256+ Hyper Memory           | 500            | 400 600          | 120:8:42  | 2.0         | 4.0         | 12.8 19.2   | DDR2 GDDR3     | 128               | 10               | 2.0              | 120             | UVD, PowerPlay 7.0                                         |
| Mobility Radeon HD 2600 XT | 2007年5月14日  | M76XT  | RV630    | 65        | PCIe x16   | 256+ Hyper Memory           | 680            | 750              | 120:8:42  | 2.72        | 5.44        | 24          | GDDR3          | 128               | 10               | 2.0              | 168             | UVD, PowerPlay 7.0                                         |
| Mobility Radeon HD 2700    | 2007年12月12日 | M76    | RV630    | 65        | PCIe x16   | 256+ Hyper Memory (總共768) | 650            | 700              | 120:8:42  | 2.6         | 5.2         | 22.4        | GDDR3          | 128               | 10               | 2.0              | 168             | UVD, PowerPlay 7.0                                         |

1 頂點著色器數量 : 像素著色器數量 : 紋理映射單元數量 : 渲染輸出單元數量

2 統一渲染單元數量 : 紋理映射單元數量 : 渲染輸出單元數量

## 效能測試
根據Dailytech效能測試的網頁，在一些繪圖吃重的遊戲，Radeon HD 2900 XT的平均頁面速度比NVIDIA GeForce 8800 GTS多出10~15%。 
搭載1024MB GDDR4記憶體的Radeon HD 2900 XTX ，相對的沒有比Radeon HD 2900XT更優秀的測試結果，這是根據DailyTech的測試樣品。另一個評論網站表示HD 2900 XT比8800 GTS 640MiB的效能更優良。
有關負面報導，根據權威的電腦硬體網頁HardOCP，R600 HD2900XT is a letdown, and puts out a lot of heat and sub-par performance given how late to market it is. Not to mention the excessive power it uses to produce questionable performance, given its tardyness to market. Competing products from NVIDIA (8800GTS 320 + 640MB versions) can found considerably cheaper, and is readily available at many online E-Tailers. They are as fast or faster, and consume far less power, and put out much less heat. [H]ardOCP concentrates on real world testing,and not synthetic benchmarks (3DMark, among others) that most other sites use.

## 內部連結
- ATI顯示核心列表
- 顯示卡
- 圖形處理裝置（GPU）
- NVIDIA
- NVIDIA顯示核心列表
- GeForce 8